# Các đội tuyển bóng đá quốc gia Việt Nam năm 2022
Dưới đây là lịch và kết quả thi đấu của một số đội tuyển bóng đá quốc gia Việt Nam các cấp trong năm 2022. Bàn thắng của các đội tuyển Việt Nam được liệt kê trước.

## Nam

### Đội tuyển nam quốc gia
Vòng loại Giải vô địch bóng đá thế giới 2022 – Khu vực châu Á (Vòng 3)
| Ngày                                                                                           | Địa điểm          | Đối thủ    | Tỷ số | Vòng đấu | Cầu thủ ghi bàn                                           | Chi tiết |
| ---------------------------------------------------------------------------------------------- | ----------------- | ---------- | ----- | -------- | --------------------------------------------------------- | -------- |
| 27 tháng 1                                                                                     | Melbourne, Úc     | Úc         | 0–4   | Bảng B   |                                                           | [ 1 ]    |
| 1 tháng 2                                                                                      | Hà Nội, Việt Nam  | Trung Quốc | 3–1   | Bảng B   | - Hồ Tấn Tài 9' - Nguyễn Tiến Linh 16' - Phan Văn Đức 76' | [ 2 ]    |
| 24 tháng 3                                                                                     | Hà Nội, Việt Nam  | Oman       | 0–1   | Bảng B   |                                                           | [ 3 ]    |
| 29 tháng 3                                                                                     | Saitama, Nhật Bản | Nhật Bản   | 1–1   | Bảng B   | - Nguyễn Thanh Bình 19'                                   | [ 4 ]    |
| Việt Nam xếp cuối Bảng B và dừng chân tại Vòng loại thứ ba Giải vô địch bóng đá thế giới 2022. |                   |            |       |          |                                                           |          |

Giải bóng đá giao hữu quốc tế – Hưng Thịnh 2022
| Ngày                                                              | Địa điểm                        | Đối thủ   | Tỷ số | Vòng đấu         | Cầu thủ ghi bàn                                                                       | Chi tiết |
| ----------------------------------------------------------------- | ------------------------------- | --------- | ----- | ---------------- | ------------------------------------------------------------------------------------- | -------- |
| 21 tháng 9                                                        | Thành phố Hồ Chí Minh, Việt Nam | Singapore | 4–0   | Vòng tròn 1 lượt | - Nguyễn Văn Quyết 37' - Nguyễn Thanh Nhân 50' - Hồ Tấn Tài 70' - Khuất Văn Khang 84' | [ 5 ]    |
| 27 tháng 9                                                        | Thành phố Hồ Chí Minh, Việt Nam | Ấn Độ     | 3–0   | Vòng tròn 1 lượt | - Phan Văn Đức 10' - Nguyễn Văn Toàn 49' - Nguyễn Văn Quyết 71'                       | [ 6 ]    |
| Việt Nam vô địch Giải bóng đá giao hữu quốc tế – Hưng Thịnh 2022. |                                 |           |       |                  |                                                                                       |          |

Giải vô địch bóng đá Đông Nam Á 2022
| Ngày        | Địa điểm           | Đối thủ   | Tỷ số | Vòng đấu | Cầu thủ ghi bàn | Chi tiết |
| ----------- | ------------------ | --------- | ----- | -------- | --- | -------- |
| 21 tháng 12 | Viêng Chăn, Lào    | Lào       | 6–0   | Bảng B   | - Nguyễn Tiến Linh 15' - Đỗ Hùng Dũng 43' - Hồ Tấn Tài 55' - Đoàn Văn Hậu 58' - Nguyễn Văn Toàn 82' - Vũ Văn Thanh 90+1' | [ 7 ]    |
| 27 tháng 12 | Hà Nội, Việt Nam   | Malaysia  | 3–0   | Bảng B   | - Nguyễn Tiến Linh 28' - Quế Ngọc Hải 64' (ph.đ.) - Nguyễn Hoàng Đức 83'                                                 | [ 8 ]    |
| 30 tháng 12 | Kallang, Singapore | Singapore | 0–0   | Bảng B   | | [ 9 ]    |

Giao hữu
| Ngày        | Địa điểm                        | Đối thủ           | Tỷ số | Vòng đấu | Cầu thủ ghi bàn                                    | Chi tiết |
| ----------- | ------------------------------- | ----------------- | ----- | -------- | -------------------------------------------------- | -------- |
| 1 tháng 6   | Thành phố Hồ Chí Minh, Việt Nam | Afghanistan       | 2–0   | Giao hữu | - Phạm Tuấn Hải 33', 88'                           | [ 10 ]   |
| 30 tháng 11 | Hà Nội, Việt Nam                | Borussia Dortmund | 2–1   | Giao hữu | - Nguyễn Tiến Linh 36' - Phạm Tuấn Hải 90' (ph.đ.) | [ 11 ]   |
| 14 tháng 12 | Hà Nội, Việt Nam                | Philippines       | 1–0   | Giao hữu | - Nguyễn Văn Quyết 90+2'                           | [ 12 ]   |

### Đội tuyển U-23 quốc gia& Đội tuyển Olympic
Giải vô địch bóng đá U-23 Đông Nam Á 2022
| Ngày                                                        | Địa điểm              | Đối thủ    | Tỷ số                | Vòng đấu  | Cầu thủ ghi bàn | Chi tiết |
| ----------------------------------------------------------- | --------------------- | ---------- | -------------------- | --------- | --- | -------- |
| 19 tháng 2                                                  | Phnôm Pênh, Campuchia | Singapore  | 7–0                  | Bảng C    | - Nguyễn Văn Tùng 3', 37' - Đinh Xuân Tiến 33' - Dụng Quang Nho 56' - Nguyễn Ngọc Thắng 77' - Nguyễn Thanh Khôi 89' - Vũ Tiến Long 90+5' | [ 13 ]   |
| 22 tháng 2                                                  | Phnôm Pênh, Campuchia | Thái Lan   | 1–0                  | Bảng C    | - Nguyễn Trung Thành 29' | [ 14 ]   |
| 24 tháng 2                                                  | Phnôm Pênh, Campuchia | Đông Timor | 0–0 (s.h.p.) (5–3 p) | Bán kết   | Loạt sút luân lưu - Trần Quang Thịnh - Hồ Khắc Lương - Vũ Đình Hai - Trần Bảo Toàn - Nguyễn Thanh Nhân                                   | [ 15 ]   |
| 26 tháng 2                                                  | Phnôm Pênh, Campuchia | Thái Lan   | 1–0                  | Chung kết | - Trần Bảo Toàn 45' | [ 16 ]   |
| Việt Nam vô địch Giải vô địch bóng đá U-23 Đông Nam Á 2022. |                       |            |                      |           | |          |

Cúp bóng đá U-23 Dubai 2022
| Ngày                                                 | Địa điểm   | Đối thủ    | Tỷ số | Vòng đấu | Cầu thủ ghi bàn | Chi tiết |
| ---------------------------------------------------- | ---------- | ---------- | ----- | -------- | --------------- | -------- |
| 23 tháng 3                                           | Dubai, UAE | Iraq       | 0–0   | Vòng 1   |                 | [ 17 ]   |
| 26 tháng 3                                           | Dubai, UAE | Croatia    | 0–1   | Vòng 2   |                 | [ 18 ]   |
| 29 tháng 3                                           | Dubai, UAE | Uzbekistan | 0–1   | Vòng 3   |                 | [ 19 ]   |
| Việt Nam xếp hạng 9 tại Cúp bóng đá U-23 Dubai 2022. |            |            |       |          |                 |          |

Đại hội Thể thao Đông Nam Á 2021 (U-23+3)
| Ngày                                                                 | Địa điểm          | Đối thủ     | Tỷ số        | Vòng đấu  | Cầu thủ ghi bàn                                           | Chi tiết |
| -------------------------------------------------------------------- | ----------------- | ----------- | ------------ | --------- | --------------------------------------------------------- | -------- |
| 6 tháng 5                                                            | Phú Thọ, Việt Nam | Indonesia   | 3–0          | Bảng A    | - Nguyễn Tiến Linh 54' - Đỗ Hùng Dũng 74' - Lê Văn Đô 88' | [ 20 ]   |
| 8 tháng 5                                                            | Phú Thọ, Việt Nam | Philippines | 0–0          | Bảng A    |                                                           | [ 21 ]   |
| 13 tháng 5                                                           | Phú Thọ, Việt Nam | Myanmar     | 1–0          | Bảng A    | - Đỗ Hùng Dũng 76'                                        | [ 22 ]   |
| 15 tháng 5                                                           | Phú Thọ, Việt Nam | Đông Timor  | 2–0          | Bảng A    | - Nguyễn Văn Tùng 53' - Hồ Thanh Minh 65'                 | [ 23 ]   |
| 19 tháng 5                                                           | Phú Thọ, Việt Nam | Malaysia    | 1–0 (s.h.p.) | Bán kết   | - Nguyễn Tiến Linh 111'                                   | [ 24 ]   |
| 22 tháng 5                                                           | Hà Nội, Việt Nam  | Thái Lan    | 1–0          | Chung kết | - Nhâm Mạnh Dũng 83'                                      | [ 25 ]   |
| Việt Nam giành huy chương vàng tại Đại hội Thể thao Đông Nam Á 2021. |                   |             |              |           |                                                           |          |

Cúp bóng đá U-23 châu Á 2022
| Ngày                                                        | Địa điểm             | Đối thủ     | Tỷ số | Vòng đấu | Cầu thủ ghi bàn                                 | Chi tiết |
| ----------------------------------------------------------- | -------------------- | ----------- | ----- | -------- | ----------------------------------------------- | -------- |
| 2 tháng 6                                                   | Tashkent, Uzbekistan | Thái Lan    | 2–2   | Bảng C   | - Phan Tuấn Tài 1' - Nguyễn Văn Tùng 73'        | [ 26 ]   |
| 5 tháng 6                                                   | Tashkent, Uzbekistan | Hàn Quốc    | 1–1   | Bảng C   | - Vũ Tiến Long 83'                              | [ 27 ]   |
| 8 tháng 6                                                   | Tashkent, Uzbekistan | Malaysia    | 2–0   | Bảng C   | - Nhâm Mạnh Dũng 28' - Bùi Hoàng Việt Anh 45+8' | [ 28 ]   |
| 12 tháng 6                                                  | Tashkent, Uzbekistan | Ả Rập Xê Út | 0–2   | Tứ kết   |                                                 | [ 29 ]   |
| Việt Nam dừng chân tại tứ kết Cúp bóng đá U-23 châu Á 2022. |                      |             |       |          |                                                 |          |

Giao hữu
| Ngày       | Địa điểm          | Đối thủ       | Tỷ số | Vòng đấu | Cầu thủ ghi bàn            | Chi tiết |
| ---------- | ----------------- | ------------- | ----- | -------- | -------------------------- | -------- |
| 19 tháng 4 | Phú Thọ, Việt Nam | U-20 Hàn Quốc | 1–1   | Giao hữu | - Đặng Văn Tới 18' (ph.đ.) | [ 30 ]   |
| 22 tháng 4 | Hà Nội, Việt Nam  | U-20 Hàn Quốc | 1–0   | Giao hữu | - Nguyễn Văn Tùng 45'      | [ 31 ]   |
| 28 tháng 5 | Dubai, UAE        | UAE           | 0–3   | Giao hữu |                            | [ 32 ]   |

### Đội tuyển U-19, U-20 quốc gia
Giải vô địch bóng đá U-19 Đông Nam Á 2022
| Ngày                                                               | Địa điểm           | Đối thủ     | Tỷ số       | Vòng đấu      | Cầu thủ ghi bàn | Chi tiết |
| ------------------------------------------------------------------ | ------------------ | ----------- | ----------- | ------------- | --- | -------- |
| 2 tháng 7                                                          | Bekasi, Indonesia  | Indonesia   | 0–0         | Bảng A        | | [ 33 ]   |
| 4 tháng 7                                                          | Jakarta, Indonesia | Philippines | 4–1         | Bảng A        | - Nguyễn Quốc Việt 3', 47' - Khuất Văn Khang 68' (ph.đ.) - Nguyễn Văn Trường 77' (ph.đ.)                                            | [ 34 ]   |
| 6 tháng 7                                                          | Bekasi, Indonesia  | Brunei      | 4–0         | Bảng A        | - Hà Châu Phi 11' - Nguyễn Giản Tân 32', 59' - Nguyễn Đức Việt 62'                                                                  | [ 35 ]   |
| 8 tháng 7                                                          | Jakarta, Indonesia | Myanmar     | 3–1         | Bảng A        | - Nguyễn Quốc Việt 2', 89' - Khuất Văn Khang 53'                                                                                    | [ 36 ]   |
| 10 tháng 7                                                         | Jakarta, Indonesia | Thái Lan    | 1–1         | Bảng A        | - Khuất Văn Khang 75' | [ 37 ]   |
| 13 tháng 7                                                         | Bekasi, Indonesia  | Malaysia    | 0–3         | Bán kết       | | [ 38 ]   |
| 15 tháng 7                                                         | Bekasi, Indonesia  | Thái Lan    | 1–1 (5–3 p) | Tranh hạng ba | - Nguyễn Quốc Việt 54' Loạt sút luân lưu - Khuất Văn Khang - Nguyễn Văn Trường - Nguyễn Nhật Minh - Nguyễn Văn Tú - Nguyễn Đình Bắc | [ 39 ]   |
| Việt Nam xếp hạng 3 tại Giải vô địch bóng đá U-19 Đông Nam Á 2022. |                    |             |             |               | |          |

Giải bóng đá U-19 Quốc tế Thanh Niên 2022
| Ngày                                                        | Địa điểm             | Đối thủ  | Tỷ số       | Vòng đấu  | Cầu thủ ghi bàn | Chi tiết |
| ----------------------------------------------------------- | -------------------- | -------- | ----------- | --------- | --- | -------- |
| 5 tháng 8                                                   | Bình Dương, Việt Nam | Myanmar  | 2–0         | Vòng bảng | - Nguyễn Văn Trường 8' - Nguyễn Ngọc Mỹ 33'                                                                                     | [ 40 ]   |
| 7 tháng 8                                                   | Bình Dương, Việt Nam | Malaysia | 2–1         | Vòng bảng | - Nguyễn Đức Anh 28' - Khuất Văn Khang 90+3' (ph.đ.)                                                                            | [ 41 ]   |
| 9 tháng 8                                                   | Bình Dương, Việt Nam | Thái Lan | 1–0         | Vòng bảng | - Nguyễn Đình Bắc 14' | [ 42 ]   |
| 11 tháng 8                                                  | Bình Dương, Việt Nam | Malaysia | 1–1 (4–3 p) | Chung kết | - Nguyễn Văn Tú 11' Loạt sút luân lưu - Khuất Văn Khang - Nguyễn Đức Anh - Nguyễn Văn Tú - Nguyễn Hồng Phúc - Nguyễn Đăng Dương | [ 43 ]   |
| Việt Nam vô địch Giải bóng đá U-19 Quốc tế Thanh Niên 2022. |                      |          |             |           | |          |

Vòng loại Cúp bóng đá U-20 châu Á 2023
| Ngày | Địa điểm            | Đối thủ    | Tỷ số | Vòng đấu | Cầu thủ ghi bàn                                                                                       | Chi tiết |
| --- | ------------------- | ---------- | ----- | -------- | --- | -------- |
| 14 tháng 9 | Surabaya, Indonesia | Hồng Kông  | 5–1   | Bảng F   | - Đinh Xuân Tiến 25', 51' - Nguyễn Quốc Việt 32' (ph.đ.) - Khuất Văn Khang 58' - Nguyễn Đức Anh 90+4' | [ 44 ]   |
| 16 tháng 9 | Surabaya, Indonesia | Đông Timor | 4–0   | Bảng F   | - Nguyễn Thanh Nhàn 10' - Bùi Vĩ Hào 14' - Nguyễn Xuân Bắc 83' - Khuất Văn Khang 85'                  | [ 45 ]   |
| 18 tháng 9 | Surabaya, Indonesia | Indonesia  | 2–3   | Bảng F   | - Ferarri 66' (l.n.) - Đinh Xuân Tiến 79'                                                             | [ 46 ]   |
| Việt Nam xếp nhì Bảng F và giành vé tham dự Cúp bóng đá U-20 châu Á 2023 vì là 1 trong 5 đội nhì có thành tích tốt nhất. |                     |            |       |          | |          |

Giao hữu
| Ngày      | Địa điểm          | Đối thủ   | Tỷ số | Vòng đấu | Cầu thủ ghi bàn                               | Chi tiết |
| --------- | ----------------- | --------- | ----- | -------- | --------------------------------------------- | -------- |
| 3 tháng 9 | Phú Thọ, Việt Nam | Palestine | 0–0   | Giao hữu |                                               | [ 47 ]   |
| 6 tháng 9 | Phú Thọ, Việt Nam | Palestine | 2–0   | Giao hữu | - Khuất Văn Khang 38' - Nguyễn Thanh Nhàn 59' | [ 48 ]   |

### Đội tuyển U-16, U-17 quốc gia
Giải vô địch bóng đá U-16 Đông Nam Á 2022
| Ngày                                                                      | Địa điểm          | Đối thủ     | Tỷ số | Vòng đấu  | Cầu thủ ghi bàn                                                                                       | Chi tiết |
| ------------------------------------------------------------------------- | ----------------- | ----------- | ----- | --------- | --- | -------- |
| 31 tháng 7                                                                | Bantul, Indonesia | Singapore   | 5–1   | Bảng A    | - Nguyễn Hữu Trọng 8' - Phan Thanh Đức Thiện 23', 53' - Nguyễn Xuân Toàn 45+2' - Hoàng Công Hậu 90+3' | [ 49 ]   |
| 3 tháng 8                                                                 | Bantul, Indonesia | Philippines | 5–0   | Bảng A    | - Phan Thanh Đức Thiện 38', 55' - Lê Đinh Long Vũ 43' - Hoàng Công Hậu 57', 72'                       | [ 50 ]   |
| 6 tháng 8                                                                 | Sleman, Indonesia | Indonesia   | 1–2   | Bảng A    | - Nguyễn Công Phương 42' (ph.đ.)                                                                      | [ 51 ]   |
| 10 tháng 8                                                                | Sleman, Indonesia | Thái Lan    | 2–0   | Bán kết   | - Nguyễn Công Phương 30' - Nguyễn Trọng Tuấn 83'                                                      | [ 52 ]   |
| 12 tháng 8                                                                | Sleman, Indonesia | Indonesia   | 0–1   | Chung kết | | [ 53 ]   |
| Việt Nam giành ngôi á quân tại Giải vô địch bóng đá U-16 Đông Nam Á 2022. |                   |             |       |           | |          |

Vòng loại Cúp bóng đá U-17 châu Á 2023
| Ngày                                                                        | Địa điểm          | Đối thủ           | Tỷ số | Vòng đấu | Cầu thủ ghi bàn                                                                                               | Chi tiết |
| --------------------------------------------------------------------------- | ----------------- | ----------------- | ----- | -------- | --- | -------- |
| 5 tháng 10                                                                  | Phú Thọ, Việt Nam | Đài Bắc Trung Hoa | 4–0   | Bảng F   | - Bùi Hoàng Sơn 19' - Nguyễn Lê Phát 73', 82' - Nguyễn Hoàng Anh 80'                                          | [ 54 ]   |
| 7 tháng 10                                                                  | Phú Thọ, Việt Nam | Nepal             | 5–0   | Bảng F   | - Nguyễn Công Phương 7' - Bùi Hoàng Sơn 12' - Vi Đình Thượng 16' - Lê Đình Long Vũ 29' - Huỳnh Văn Danh 90+3' | [ 55 ]   |
| 9 tháng 10                                                                  | Phú Thọ, Việt Nam | Thái Lan          | 3–0   | Bảng F   | - Nguyễn Công Phương 20' - Lê Đình Long Vũ 25' - Phan Thanh Đức Thiện 39'                                     | [ 56 ]   |
| Việt Nam đứng nhất Bảng F và giành vé tham dự Cúp bóng đá U-17 châu Á 2023. |                   |                   |       |          | |          |

Giao hữu
| Ngày       | Địa điểm             | Đối thủ                       | Tỷ số | Vòng đấu | Cầu thủ ghi bàn | Chi tiết |
| ---------- | -------------------- | ----------------------------- | ----- | -------- | --- | -------- |
| 23 tháng 3 | Dortmund, Đức        | U-16 Borussia Dortmund        | 2–2   | Giao hữu | - Lê Huỳnh Triệu 19' - Tiêu Trung Hiếu 33'                                                                                           | [ 57 ]   |
| 30 tháng 3 | Frankfurt, Đức       | U-16 Eintracht Frankfurt      | 0–3   | Giao hữu | | [ 58 ]   |
| 6 tháng 4  | Köln, Đức            | U-17 FC Köln International    | 3–1   | Giao hữu | - Lê Đình Long Vũ (hiệp 1) - Nguyễn Công Phương (hiệp 1) - Trịnh Văn San (hiệp 2)                                                    | [ 59 ]   |
| 8 tháng 4  | Köln, Đức            | U-16 FC Köln                  | 2–1   | Giao hữu | - Nguyễn Hữu Tuấn 3', 47' | [ 60 ]   |
| 12 tháng 4 | Mönchengladbach, Đức | U-17 Borussia Mönchengladbach | 6–0   | Giao hữu | - Thái Bá Đạt 11' (ph.đ.) - Lê Đình Long Vũ 12' - Hoàng Minh Tiến 19' - Nguyễn Bảo Long 27' - Lê Huỳnh Triệu 49' - Đỗ Minh Thuận 71' | [ 61 ]   |

### Đội tuyển futsal quốc gia
Giải vô địch bóng đá trong nhà Đông Nam Á 2022
| Ngày | Địa điểm           | Đối thủ    | Tỷ số       | Vòng đấu      | Cầu thủ ghi bàn | Chi tiết |
| --- | ------------------ | ---------- | ----------- | ------------- | --- | -------- |
| 4 tháng 4 | Băng Cốc, Thái Lan | Myanmar    | 1–1         | Bảng B        | - Nhan Gia Hưng 13'                                                                                                | [ 62 ]   |
| 5 tháng 4 | Băng Cốc, Thái Lan | Đông Timor | 7–1         | Bảng B        | - Nguyễn Thịnh Phát 1', 20' - Trần Thái Huy 19' - Lê Quốc Nam 23' - Nguyễn Văn Hiếu 23', 28' - Nguyễn Minh Trí 30' | [ 63 ]   |
| 6 tháng 4 | Băng Cốc, Thái Lan | Úc         | 5–1         | Bảng B        | - Nguyễn Thịnh Phát 13', 34' - Trần Thái Huy 20' - Châu Đoàn Phát 35' - Nguyễn Văn Hiếu 38'                        | [ 64 ]   |
| 8 tháng 4 | Băng Cốc, Thái Lan | Thái Lan   | 1–3         | Bán kết       | - Nguyễn Minh Trí 32'                                                                                              | [ 65 ]   |
| 10 tháng 4 | Băng Cốc, Thái Lan | Myanmar    | 1–1 (4–1 p) | Tranh hạng ba | - Nguyễn Thịnh Phát 29' Loạt sút luân lưu - Trần Văn Vũ - Phạm Đức Hòa - Khổng Đình Hùng - Nguyễn Minh Trí         | [ 66 ]   |
| Việt Nam xếp thứ ba tại Giải vô địch bóng đá trong nhà Đông Nam Á 2022 và giành vé tham dự Cúp bóng đá trong nhà châu Á 2022. |                    |            |             |               | |          |

Đại hội Thể thao Đông Nam Á 2021
| Ngày                                                                 | Địa điểm         | Đối thủ   | Tỷ số | Vòng đấu | Cầu thủ ghi bàn                                                                                     | Chi tiết |
| -------------------------------------------------------------------- | ---------------- | --------- | ----- | -------- | --------------------------------------------------------------------------------------------------- | -------- |
| 11 tháng 5                                                           | Hà Nam, Việt Nam | Indonesia | 1–1   | Vòng 1   | - Nguyễn Minh Trí 2'                                                                                | [ 67 ]   |
| 14 tháng 5                                                           | Hà Nam, Việt Nam | Malaysia  | 7–1   | Vòng 2   | - Nguyễn Minh Trí 2', 38' - Nguyễn Thịnh Phát 5', 12', 37' - Lê Quốc Nam 17' - Nguyễn Mạnh Dũng 19' | [ 68 ]   |
| 18 tháng 5                                                           | Hà Nam, Việt Nam | Myanmar   | 4–0   | Vòng 4   | - Phạm Đức Hòa 23' - Trần Thái Huy 24' - Nguyễn Minh Trí 24' - Châu Đoàn Phát 33'                   | [ 69 ]   |
| 20 tháng 5                                                           | Hà Nam, Việt Nam | Thái Lan  | 0–2   | Vòng 5   | | [ 70 ]   |
| Việt Nam giành huy chương đồng tại Đại hội Thể thao Đông Nam Á 2021. |                  |           |       |          | |          |

Continental Futsal Championship 2022
| Ngày                                                          | Địa điểm           | Đối thủ    | Tỷ số | Vòng đấu       | Cầu thủ ghi bàn                                 | Chi tiết |
| ------------------------------------------------------------- | ------------------ | ---------- | ----- | -------------- | ----------------------------------------------- | -------- |
| 12 tháng 9                                                    | Băng Cốc, Thái Lan | Phần Lan   | 2–4   | Bảng B         | - Trần Thái Huy 17' - Nhan Gia Hưng 19' (ph.đ.) | [ 71 ]   |
| 13 tháng 9                                                    | Băng Cốc, Thái Lan | Iran       | 1–3   | Bảng B         | - Nguyễn Thịnh Phát 24'                         | [ 72 ]   |
| 15 tháng 9                                                    | Băng Cốc, Thái Lan | Mozambique | 3–1   | Tranh hạng năm | - Phạm Đức Hòa 19', 34' - Châu Đoàn Phát 31'    | [ 73 ]   |
| Việt Nam xếp hạng 5 tại Continental Futsal Championship 2022. |                    |            |       |                |                                                 |          |

Cúp bóng đá trong nhà châu Á 2022
| Ngày                                                             | Địa điểm                 | Đối thủ     | Tỷ số | Vòng đấu | Cầu thủ ghi bàn                                                             | Chi tiết |
| ---------------------------------------------------------------- | ------------------------ | ----------- | ----- | -------- | --------------------------------------------------------------------------- | -------- |
| 28 tháng 9                                                       | Thành phố Kuwait, Kuwait | Hàn Quốc    | 5–1   | Bảng D   | - Shin Jong-hoon 2' (l.n.) - Trần Thái Huy 15', 34' - Phạm Đức Hoà 17', 35' | [ 74 ]   |
| 30 tháng 9                                                       | Thành phố Kuwait, Kuwait | Ả Rập Xê Út | 3–1   | Bảng D   | - Nguyễn Anh Duy 12' - Châu Đoàn Phát 29' - Nguyễn Minh Trí 40'             | [ 75 ]   |
| 2 tháng 10                                                       | Thành phố Kuwait, Kuwait | Nhật Bản    | 0–2   | Bảng D   |                                                                             | [ 76 ]   |
| 4 tháng 10                                                       | Thành phố Kuwait, Kuwait | Iran        | 1–8   | Tứ kết   | - Phạm Đức Hòa 38'                                                          | [ 77 ]   |
| Việt Nam dừng chân tại tứ kết Cúp bóng đá trong nhà châu Á 2022. |                          |             |       |          |                                                                             |          |

## Nữ

### Đội tuyển nữ quốc gia
Cúp bóng đá nữ châu Á 2022
| Ngày | Địa điểm           | Đối thủ           | Tỷ số | Vòng đấu | Cầu thủ ghi bàn                                       | Chi tiết |
| --- | ------------------ | ----------------- | ----- | -------- | ----------------------------------------------------- | -------- |
| 21 tháng 1 | Pune, Ấn Độ        | Hàn Quốc          | 0–3   | Bảng C   |                                                       | [ 78 ]   |
| 24 tháng 1 | Pune, Ấn Độ        | Nhật Bản          | 0–3   | Bảng C   |                                                       | [ 79 ]   |
| 27 tháng 1 | Navi Mumbai, Ấn Độ | Myanmar           | 2–2   | Bảng C   | - Nguyễn Thị Tuyết Dung 45+2' - Huỳnh Như 64' (ph.đ.) | [ 80 ]   |
| 30 tháng 1 | Navi Mumbai, Ấn Độ | Trung Quốc        | 1–3   | Tứ kết   | - Nguyễn Thị Tuyết Dung 11'                           | [ 81 ]   |
| 2 tháng 2 | Navi Mumbai, Ấn Độ | Thái Lan          | 2–0   | Play-off | - Huỳnh Như 19' - Thái Thị Thảo 24'                   | [ 82 ]   |
| 6 tháng 2 | Navi Mumbai, Ấn Độ | Đài Bắc Trung Hoa | 2–1   | Play-off | - Chương Thị Kiều 7' - Nguyễn Thị Bích Thùy 56'       | [ 83 ]   |
| Việt Nam dừng chân tại tứ kết Cúp bóng đá nữ châu Á 2022, đứng nhất vòng play-off và giành vé tham dự Giải vô địch bóng đá nữ thế giới 2023. |                    |                   |       |          |                                                       |          |

Đại hội Thể thao Đông Nam Á 2021
| Ngày                                                                 | Địa điểm             | Đối thủ     | Tỷ số | Vòng đấu  | Cầu thủ ghi bàn | Chi tiết |
| -------------------------------------------------------------------- | -------------------- | ----------- | ----- | --------- | --- | -------- |
| 11 tháng 5                                                           | Quảng Ninh, Việt Nam | Philippines | 2–1   | Bảng A    | - Nguyễn Thị Tuyết Dung 38' - Trần Thị Thùy Trang 50'                                                                                          | [ 84 ]   |
| 14 tháng 5                                                           | Quảng Ninh, Việt Nam | Campuchia   | 7–0   | Bảng A    | - Nguyễn Thị Vạn 6', 77' - Phạm Hải Yến 58' (ph.đ.) - Nguyễn Thị Tuyết Dung 65' - Nguyễn Thị Thu 79' - Ngân Thị Vạn Sự 81' - Dương Thị Vân 87' | [ 85 ]   |
| 18 tháng 5                                                           | Quảng Ninh, Việt Nam | Myanmar     | 1–0   | Bán kết   | - Huỳnh Như 28' | [ 86 ]   |
| 21 tháng 5                                                           | Quảng Ninh, Việt Nam | Thái Lan    | 1–0   | Chung kết | - Huỳnh Như 59' | [ 87 ]   |
| Việt Nam giành huy chương vàng tại Đại hội Thể thao Đông Nam Á 2021. |                      |             |       |           | |          |

Giải vô địch bóng đá nữ Đông Nam Á 2022
| Ngày                                                             | Địa điểm            | Đối thủ     | Tỷ số | Vòng đấu      | Cầu thủ ghi bàn                                                                                       | Chi tiết |
| ---------------------------------------------------------------- | ------------------- | ----------- | ----- | ------------- | --- | -------- |
| 7 tháng 7                                                        | Biñan, Philippines  | Campuchia   | 3–0   | Bảng B        | - Ngân Thị Vạn Sự 19' - Phạm Hải Yến 32' (ph.đ.) - Nguyễn Thị Thanh Nhã 45+2'                         | [ 88 ]   |
| 9 tháng 7                                                        | Biñan, Philippines  | Lào         | 5–0   | Bảng B        | - Phạm Hoàng Quỳnh 42' - Huỳnh Như 45+1', 72' - Phạm Hải Yến 57', 65'                                 | [ 89 ]   |
| 11 tháng 7                                                       | Biñan, Philippines  | Đông Timor  | 6–0   | Bảng B        | - Huỳnh Như 10', 42' - Ngân Thị Vạn Sự 30', 73' - Nguyễn Thị Tuyết Dung 35' - Trần Thị Thùy Trang 84' | [ 90 ]   |
| 13 tháng 7                                                       | Manila, Philippines | Myanmar     | 4–0   | Bảng B        | - Nguyễn Thị Tuyết Dung 16', 36' (ph.đ.) - Huỳnh Như 45+1' - Phạm Hải Yến 89'                         | [ 91 ]   |
| 15 tháng 7                                                       | Manila, Philippines | Philippines | 0–4   | Bán kết       | | [ 92 ]   |
| 17 tháng 7                                                       | Manila, Philippines | Myanmar     | 3–4   | Tranh hạng ba | - Huỳnh Như 23', 39' - Phạm Hải Yến 80'                                                               | [ 93 ]   |
| Việt Nam xếp thứ tư tại Giải vô địch bóng đá nữ Đông Nam Á 2022. |                     |             |       |               | |          |

Giao hữu
| Ngày       | Địa điểm           | Đối thủ              | Tỷ số | Vòng đấu | Cầu thủ ghi bàn                                                                 | Chi tiết |
| ---------- | ------------------ | -------------------- | ----- | -------- | ------------------------------------------------------------------------------- | -------- |
| 9 tháng 4  | Goyang, Hàn Quốc   | Hàn Quốc             | 0–3   | Giao hữu |                                                                                 | [ 94 ]   |
| 11 tháng 4 | Paju, Hàn Quốc     | Hàn Quốc             | 3–2   | Giao hữu | - Thái Thị Thảo (hiệp 1) - Huỳnh Như (hiệp 2) - Phạm Hải Yến (hiệp 2)           | [ 95 ]   |
| 15 tháng 4 | Gyeongju, Hàn Quốc | Trường đại học Uiduk | 4–1   | Giao hữu | - Nguyễn Thị Vạn 21' - Nguyễn Thị Thúy Hằng 43', 72' - Nguyễn Thị Bích Thùy 82' | [ 96 ]   |
| 18 tháng 4 | Gyeongju, Hàn Quốc | Gyeongju KHNP        | 2–2   | Giao hữu | - Phạm Hải Yến (hiệp 1) - Huỳnh Như (hiệp 1)                                    | [ 97 ]   |
| 1 tháng 7  | Orléans, Pháp      | Pháp                 | 0–7   | Giao hữu |                                                                                 | [ 98 ]   |

### Đội tuyển U-18, U-19 nữ quốc gia
Giải vô địch bóng đá nữ U-18 Đông Nam Á 2022
| Ngày                                                                         | Địa điểm             | Đối thủ   | Tỷ số | Vòng đấu  | Cầu thủ ghi bàn | Chi tiết |
| ---------------------------------------------------------------------------- | -------------------- | --------- | ----- | --------- | --- | -------- |
| 24 tháng 7                                                                   | Palembang, Indonesia | Singapore | 9–0   | Bảng A    | - Ngọc Minh Chuyên 8', 20' - Lưu Hoàng Vân 12', 41', 52', 90' - Đặng Thị Duyên 23', 33' - Hồ Thị Thanh Thảo 43'            | [ 99 ]   |
| 26 tháng 7                                                                   | Palembang, Indonesia | Indonesia | 2–1   | Bảng A    | - Ngọc Minh Chuyên 45+3' - Nguyễn Thị Như Quỳnh 73'                                                                        | [ 100 ]  |
| 28 tháng 7                                                                   | Palembang, Indonesia | Campuchia | 7–0   | Bảng A    | - Hồng Như Hoa 5' - Ngọc Minh Chuyên 6', 45' - Nguyễn Thị Hải Yến 9' - Nguyễn Phương Anh 30', 58' - Hoàng Thị Ngọc Anh 47' | [ 101 ]  |
| 30 tháng 7                                                                   | Palembang, Indonesia | Thái Lan  | 1–0   | Bảng A    | - Nguyễn Thị Như Quỳnh 49'                                                                                                 | [ 102 ]  |
| 2 tháng 8                                                                    | Palembang, Indonesia | Myanmar   | 4–1   | Bán kết   | - Đỗ Thị Ánh My 27' - Ngọc Minh Chuyên 58' - Trần Nhật Lan 64' - Lưu Hoàng Vân 90+1'                                       | [ 103 ]  |
| 4 tháng 8                                                                    | Palembang, Indonesia | Úc        | 0–2   | Chung kết | | [ 104 ]  |
| Việt Nam giành ngôi á quân tại Giải vô địch bóng đá nữ U-18 Đông Nam Á 2022. |                      |           |       |           | |          |

### Đội tuyển futsal nữ quốc gia
Đại hội Thể thao Đông Nam Á 2021
| Ngày                                                                | Địa điểm         | Đối thủ  | Tỷ số | Vòng đấu | Cầu thủ ghi bàn | Chi tiết |
| ------------------------------------------------------------------- | ---------------- | -------- | ----- | -------- | --- | -------- |
| 15 tháng 5                                                          | Hà Nam, Việt Nam | Myanmar  | 6–0   | Vòng 1   | - Biện Thị Hằng 6' - Nguyễn Thị Châu 7' - Lê Thị Thanh Ngân 12' - Nguyễn Thị Vân Anh 15' - Lê Thu Thanh Hương 21' - Ya Min Lwin 40' (l.n.) | [ 105 ]  |
| 17 tháng 5                                                          | Hà Nam, Việt Nam | Malaysia | 4–1   | Vòng 2   | - Bùi Thị Trang 15', 25' - Trịnh Nguyễn Thanh Hằng 18', 31'                                                                                | [ 106 ]  |
| 19 tháng 5                                                          | Hà Nam, Việt Nam | Thái Lan | 1–2   | Vòng 3   | - Trịnh Ngọc Hoa 32' | [ 107 ]  |
| Việt Nam giành huy chương bạc tại Đại hội Thể thao Đông Nam Á 2021. |                  |          |       |          | |          |

Giao hữu
| Ngày       | Địa điểm | Đối thủ | Tỷ số | Vòng đấu | Cầu thủ ghi bàn | Chi tiết |
| ---------- | -------- | ------- | ----- | -------- | --- | -------- |
| 23 tháng 4 | Bahrain  | Bahrain | 4–3   | Giao hữu | - Lê Thị Thùy Trang 6' - Lê Thị Thanh Ngân 12' - Trịnh Nguyễn Thanh Hằng 23' - Nguyễn Thị Châu 32'                                            | [ 108 ]  |
| 24 tháng 4 | Bahrain  | Bahrain | 3–2   | Giao hữu | - Đinh Thị Ngọc Hân 18' - Trịnh Ngọc Hoa 23' - Đỗ Thị Nguyên 25'                                                                              | [ 109 ]  |
| 27 tháng 4 | Bahrain  | Bahrain | 4–4   | Giao hữu | - Lê Thị Thanh Ngân 6' - Trịnh Ngọc Hoa 7' - Bùi Thúy An 11' - Nguyễn Thị Châu 17'                                                            | [ 110 ]  |
| 28 tháng 4 | Bahrain  | Bahrain | 7–0   | Giao hữu | - Lê Thu Thanh Hương 8' - Trịnh Diễm 9' - Trịnh Nguyễn Thanh Hằng 12' - Biện Thị Hằng 14' - Nguyễn Thị Châu 15' - Lê Thị Thanh Ngân 25', 34'o | [ 111 ]  |